# Tunnhjälm

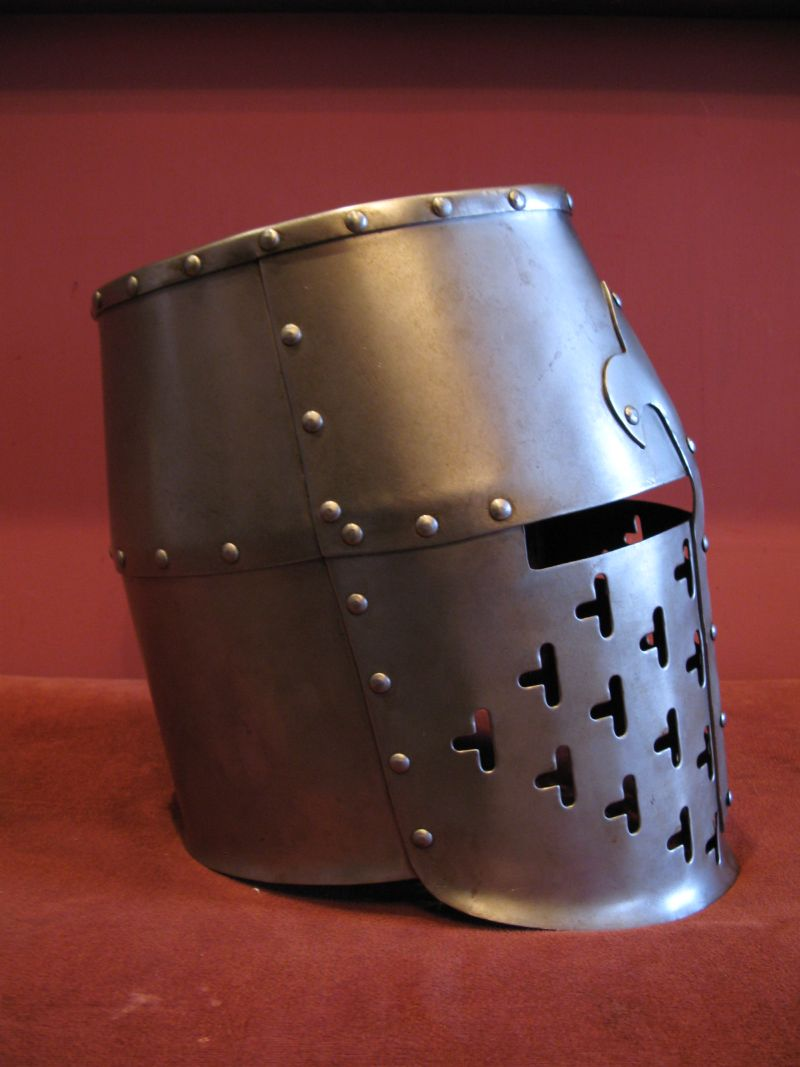
Tunnhjälm

En tunnhjälm eller kittelhjälm är en heltäckande stridshjälm som var vanligt förekommande under medeltiden, troligtvis i mitten eller slutet på 1100-talet 1200- och 1300-talet. Tunnhjälmen förekom ofta i samband med de korståg mot mellanöstern som företogs under samtiden av korsriddare och benämndes då korsriddarhjälm. Hjälmen, som var heltäckande över huvudet ökade skyddet jämfört med tidigare öppna hjälmar, men innebar samtidigt ett försämrat synfält och var obekvämare. Ersättaren till tunnhjälmen, bacinetten, hade exempelvis inget eller fällbart visir, vilket gav bäraren full sikt när det behövdes.

## Dekoration
Det var vanligt att tunnhjälmar och deras efterföljare hade dekoration av något slag. Det kunde vara:
- luftvägsventilationen med kors och symboler.
- visir som var korsformat.
- påsatta dekorationer som krona, fjädrar, vingar.